# Platanthera blephariglottis

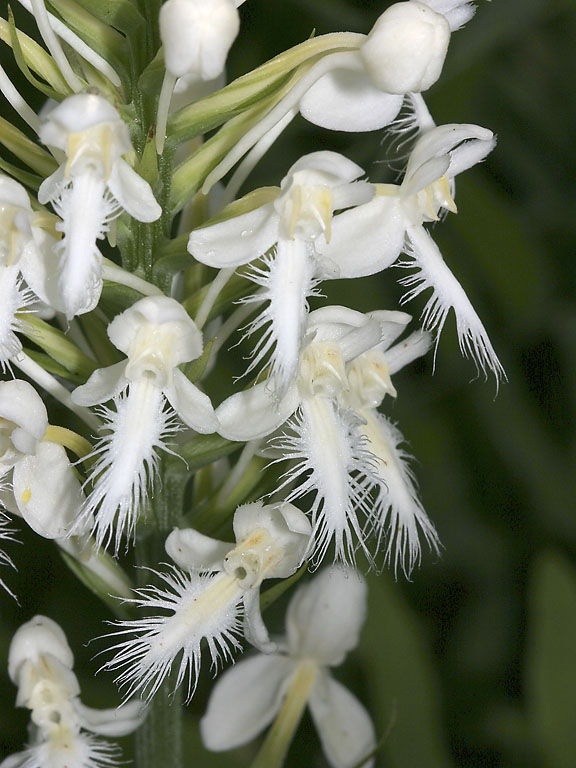
Detalle de las flores

Platanthera blephariglottis, una de cuyas sinonimias es  Habenaria blephariglottis, (nombre común en EE. UU. White fringed orchid) es un miembro del género Platanthera que florece a inicios del verano, es una planta silvestre que se encuentra en humedales de Nueva Inglaterra y de Québec. Se considera como una especie amenazada en el estado de Connecticut. (enlace roto disponible en Internet Archive; véase el historial, la primera versión y la última).

## Descripción
Esta orquídea es de tamaño pequeño, terrestre, que crecen en lugares fríos, y se encuentra en matorrales a lo largo de corrientes de agua y de pantanos, con 2 a 3 hojas, elíptico lanceoladas y con  las floraciones en la parte terminal del tallo, erguido, de 90 centímetros de largo, inflorescencia en racimos con las flores fragantes y las brácteas florales delgadas que aparecen a finales de la primavera y en el verano.

## Distribución y hábitat
El área de distribución de estas orquídeas principalmente en los humedales del Nueva Inglaterra en EE. UU., y en el este de Canadá.

## Taxonomía
Platanthera blephariglottis fue descrita por (Willd.)Lindl. y publicado en The Genera and Species of Orchidaceous Plants 291. 1835.
Etimología
El nombre Platanthera procede del griego y significa "antera amplia" refiriéndose a la separación de la base de los loculos polínicos.   
Sinonimia
- Orchis blephariglottis Willd. (1805) (Basionymum)
- Orchis ciliaris var. alba Michx. (1803)
- Habenaria blephariglottis Hook.  (1823)
- Platanthera holopetala Lindl.  (1835)
- Platanthera blephariglottis var. holopetala (Lindl.) Torr.  (1843)
- Platanthera ciliaris var. blephariglottis (Willd.) Chapm.  (1860)
- Habenaria blephariglottis var. holopetala (Lindl.) A. Gray (1867)
- Habenaria ciliaris var. holopetala (Lindl.) Morong  (1893)
- Blephariglottis blephariglottis (Hook.) Rydb.  (1901)
- Blephariglottis blephariglottis var. holopetala (Lindl.) Rydb.  (1901)
- Blephariglottis alba House  (1906)
- Habenaria blephariglottis f. holopetala (Lindl.) J. Rousseau & B. Boivin  (1968)
- Platanthera blephariglottis f. holopetala (Lindl.) P.M. Br. (1988[2]